# El Jueves
El Jueves (рус. «Четверг») — испанский сатирический журнал, издаётся в городе Барселона с 1977 года. Полное название издания — El Jueves, la revista que sale los Miércoles (рус. «Четверг, газета, которая выходит по средам»). Объём от 72 до 80 полос.

## Скандалы

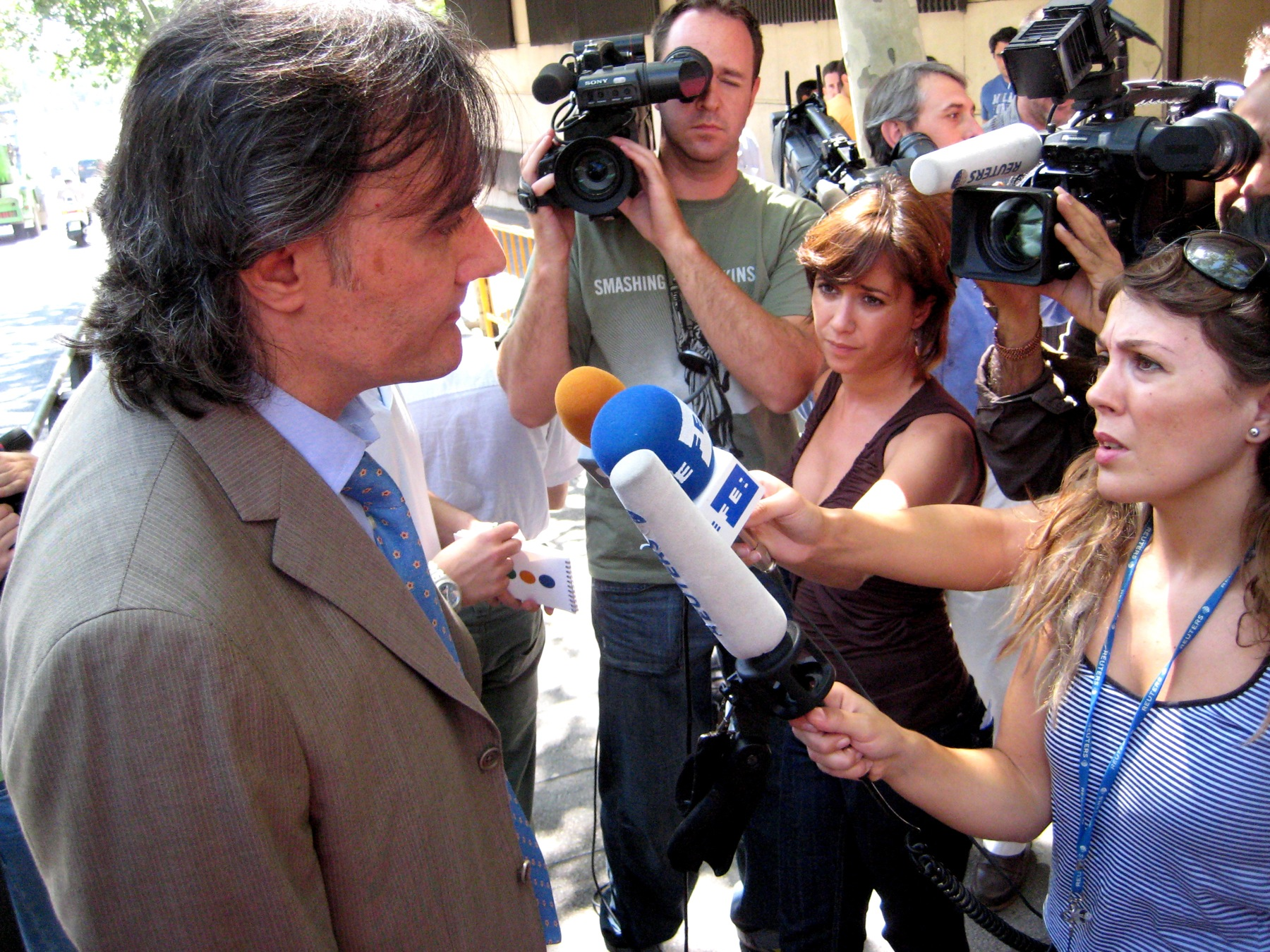
Автор скандальной карикатуры Гильермо Торрес

20 июля 2007 года тираж издания был конфискован полицией по всей стране за оскорбление королевской семьи (речь о неприличной карикатуре). Фелипе, принц Астурийский был изображён на передовой странице вместе со своей женой «при исполнении супружеских обязанностей» в собачьей позе. Рисунок высмеивал правительственную инициативу по выплате вознаграждения в две с половиной тысячи евро за каждого нового ребёнка (глава правительства Хосе Луис Родригес Сапатеро анонсировал премию за каждого новорожденного или усыновленного ребёнка, чтобы улучшить демографическую ситуацию в стране). 13 ноября того же года двух сотрудников издания оштрафовали на 3 000 евро каждого.

На карикатуре наследный принц с довольным выражением лица говорит супруге примерно следующее: Ты понимаешь, а если ты забеременеешь? Я, кажется, ещё никогда не ощущал так остро, что значит работать и зарабатывать. Судья заявил в связи с этим, что карикатура оскорбляет честь и достоинство изображенных персон и к тому же не несёт информации важной и необходимой. Вместе с тем известно, что супружеская пара Фелипе и Летисии не раз служила объектом для нападок журнала. Так, во время их свадьбы в El jueves появились сообщения, что праздничное мероприятие финансируется из государственной казны за счёт налогоплательщиков. Редакция спонсировала выпуск футболок с надписью: Я тоже не был приглашён на свадьбу, хотя и оплатил её из своего кармана.

Скандальная история широко освещалась в прессе, в том числе российской (Евгений Додолев опубликовал очерк в еженедельнике «Новый взгляд», где проводились аналогии с российскими проектами такого рода). Карикатура была перепечатана в московском еженедельнике «Музыкальная правда» и растиражирована в сети Интернет. Как отмечалось в газетных публикациях, недальновидные действия цензоров привели к тому, что «вместо весьма ограниченного круга читателей El Jueves лицезреть наследников престола в момент интимной близости имели счастье миллионы жителей Испании и всей планеты, а довольно убогий журнал получил мировую известность».
27 сентября 2012 года опубликовал карикатуру на пророка Мухаммеда, как заявила редакция, в знак солидарности с французскими коллегами из журнала Charlie Hebdo.

## Аналогичные издания
Близок по подаче информации к французскому еженедельнику «Канар аншене» и британскому изданию «Прайвэт Ай».
Российские аналоги: «Московская комсомолка» и eXile.
Подобного рода проекты существовали и существуют во многих странах:
- Frank, в Канаде
- Titanic, в Германии
- Academia Catavencu, в Румынии.